# 科洛桑
科羅森（Coruscant）是美國科幻作品《星球大戰》宇宙中一個虛構的星球。其位於銀河系中兩條主要貿易線路—利馬貿易線（Rimma Trade Route）和帕勒米安貿易線（Perlemian Trade Route）的交匯點上，因此累積了巨大的財富及影響力，並被公認為《星球大戰》宇宙中最重要的星球。其地位使星戰歷史上各大朝代，包括銀河共和國、銀河帝國、新共和國、欲戰風帝國（傳說設定）及星系聯盟等，均定都於此星球上，其空間坐標亦因此被預設為 (0,0,0)。

## 概述
科羅森由溶化的地核，岩石狀的地幔和矽酸鹽岩石的地殼構成。 
經過了上千代的都市化，科羅森的整個表面都被摩天大樓和城市所覆蓋。星球上的海洋都被抽乾並被保存在地下洞穴以便未來重新使用。星球上唯一的水體是西海（Western Sea），它是專門為旅客而人工建造的。實際上，星球城市的某些部份位於海面下。在西海上漂浮著許多人工島嶼，它們是作為旅遊者度假使用的。
其餘唯一未被開發的地面是馬納萊山脈（Manarai Mountains），山脈的雙峰位於著名的帝國宮附近。許多浮動飯店爭相到山脈周圍來開店，這樣以來給業主們展現了非常不錯的自然景觀。  
因為沒有足夠的天然水源來供養星球上的居民，科羅森的建築師連同許多來自星系其他地方的人在全星的大建築群建了一個獨立的生態系統。工程師們也建了一系列複雜的巨型管道，食水可直接從中極地冰源融化後壓送至市區。從衣物到機器，星球上幾乎所有物件都是可回收的。另外的一個問題是居民每天所製造的超大量的二氧化碳。所以不得不用大氣刷洗机將二氧化碳清除掉。 
在科羅森星系中至少有7顆行星，除科羅森主星外均無人居住。科羅森星有4顆衛星，分別叫作Centax-1, Centax-2, Centax-3同赫斯帕里登（Hesperidium）。科洛桑和它的恆星之間保持著合適的距離。但是在欲戰風（Yuuzhan Vong）佔領期間，科羅森星被縮短它與母星的距離，其中一顆衛星還被欲戰風炸毀去建造彩虹橋。   
整個星球城市被分成了幾千個地區，而每一個地區又分為幾個編號的部份。這些部份之中有一些有非正式的口頭稱呼。比如H-46又被稱為薩克鎮（Sah'c Town），是以擁有它的大部份地盤的一個家庭來命名。
一些地區是專門為政府機構，金融（包括銀行）地區，商業區和居民區而設的。星球上的一些較大的區域只為工業和製造而設置，其中最大的地區被口頭稱之為工場（The Works）。幾個世紀以來，工場以令人驚訝的速度製造星際飛船部件、機器人和建築材料；同時亦成為了犯罪活動中樞，使許多居民不敢靠近，故成為西斯比如达斯·西迪厄斯和杜库伯爵見面的場所。科羅森星上另外一個城鎮是科科鎮（Coco Town），許多族群住在那裡並且在製造業工作。在《克隆人的进攻》裡，科科鎮是德克斯餐館的所在地。還有一個值得注意的地區是500共和區（500 Republica）。500共和區擁有戲院、夜總會、商場，還有銀河參議院等機構。在《星際大戰三部曲：西斯大帝的復仇》裡，那裡的一家戲院是白卜庭和安納金會談的地方。

## 歷史
自從100,000BBY以後，一個全星球性的城市幾乎覆蓋了科羅森的整個表面。新的建築建在老建築上。因此幾乎不存在空余的土地。被遺忘的城市底層充斥著黑暗、污染及犯罪，最新的上層則為政府辦公室和上流階層的豪華公寓。科羅森也許是人類的家園。人類可能從澤爾族（Zhell）和陶恩族（Taung）演變而來。在陶恩族征服之前，澤爾族居于主導地位。陶恩族又被認知為黑暗武士。在他們與澤爾族的史詩般的戰鬥過程進行至一半，一座火山噴發摧毀了澤爾族的整座城市。雖然澤爾族被火山噴發重創，但是後來卻成功地擊潰了陶恩族。最後陶恩族被流放到了曼達羅爾星（Mandalore）。   
在複製人戰爭中，分離者部隊進攻了科羅森城，在共和國與分離者的戰鬥和包圍的過程中，城市舊建築物遭到嚴重的破壞。分離者綁架了白卜庭並企圖逃離，但是共和戰艦展開了營救行動。歐比王·肯諾比和阿納金進入分離者的旗艦，解放了白卜庭。這場戰鬥造成了分離勢力被打敗及杜库伯爵的死亡。  
在帝國的統治下，科羅森被重新定為帝國都城。銀河城被改叫帝國城。非人類族群被強迫遷移到帝國城分離的地方。權欲熏心的白卜庭開始根據他的意願規劃科羅森星。這包括在城市的各個部份安裝成百上千的監控系統，還有大量的防護屏罩發電機。這些裝置啟動重疊時可以造成嚴重的風暴，好像反射了科羅森的居民在白卜庭的鐵權統治下掙扎的情形。白卜庭又下令重建了共和國宮並改名為帝國宮，成為了星球上最大的建築工程。
得到白卜庭死亡的消息後，科羅森居民大肆放爆竹慶祝並推翻他的塑像。白卜庭死後，其麾下的若干軍閥，包括艾薩爾德（Isard），統治了帝國中心。艾薩爾德的統治面臨來自對立軍閥及擴張的新共和國的威脅。當艾薩爾德逃脫前用致命的病毒污染了城市的供水。最終新共和國消滅了病毒並解放了科羅森。   
新共和國重新佔領科羅森後花費了巨大人力物力重建了科羅森。這些年來，莉亞公主生下了她和漢索羅的兩個孩子。科洛桑則遭到了來自塔龍（Thrawn）的進攻。經過數月的戰鬥，新共和國擊敗了塔龍。

## 地點

### 德克斯餐廳
德克斯餐廳（Dex's Diner）是由德克斯經營的小餐館，在影片《克隆人的进攻》中出現。影片中歐比王·肯諾比向德克斯尋求幫助。

### 星系博物館
星系博物館（Galactic Museum）收藏了星系中的一切信息，也包括了西斯的信息。參觀者可以找到有關銀河參議院和銀河立法草案的相關信息。但是這些信息多半是帝國宣傳。 

### 帝國宮
帝國宮（Imperial Palace）是一座在白卜庭成為新的銀河帝國皇帝之後為白卜庭而建的非常大的建築，就像一個巨型的金字塔。它的佔地面積幾乎和科洛桑的金融地域一樣大。那裡還有成千上萬的為帝國的外交官而建的建築。在星系的歷史之中，帝國宮是最浩大的建築工程。

### 帝國安全局
帝國安全局（Imperial Security Bureau）中央辦公室是一個龐大的機構。所有的通訊都交由中央辦公室來處理。帝國安全局還負責清除關於絕地命令的一切存檔。 

### 絕地聖殿
絕地聖殿（Jedi Temple）是一座超大型建築，比起科洛桑城其餘的建築高出1000米。它是絕地在早年的學徒生涯中生活的地方，也是絕地們學習原力的場所。
當安納金投入黑暗面，成為達斯·維達之後。對絕地聖殿發起了猛烈的攻擊。安納金執行了66號命令，殺死了聖殿內所有的絕地大師。大屠殺之後，絕地聖殿遭到了嚴重的破壞，許多地方都陷入了火海之中。
在正史中，白卜庭皇帝将圣殿改建为帝国宫，圣殿的一大部分历史被从记录中清除。哪些地方完好保留了下来尚不得而知。

#### 絕地圖書館
絕地圖書館（Jedi Archives）位於絕地聖殿內，收藏了幾千年的知識和研究成果。

### 馬納萊山脈
在全球城市化的科洛桑，馬納萊山脈（Manarai Mountains）是唯一存留的自然土地。幾千年以前，當科洛桑的城市化已經很嚴重，越來越多的土地被開發。人們終於意識到唯一僅存的土地就是馬納萊山脈。它是一個非常著名的地標和熱門的旅遊景地，雖然為了保護景區，在山上涉足是不允許的。在馬納萊山脈附近有一間著名的馬納萊飯店。飯店本身建在高塔上，為了給遊客們同時展現壯麗的城市和山脈的景觀。來自星系最好的廚師提供了最美的佳餚。遊客們在進入飯店之前須接受嚴格的安全檢查，所以安全指標很高。

### 西海
專門為旅遊者而人工建造的景點，漂浮著許多人工島嶼。

### Centax I
Centax I是科羅森的第二衛星，它是共和國軍的主要基地。

## 詞源
科羅森之名源于拉丁語，可能表示夜下的全球城市。原來這顆行星最初的名字叫奧德蘭（Alderaan），但是預算不允許，所以許多原本計劃發生在奧德蘭的戰鬥轉移到了死星。奧德蘭也被改成了莉亞公主的故鄉，最後被摧毀。奧德蘭最初出現在《星際大戰四部曲：曙光乍現》。在製作《星際大戰六部曲：絕地大反攻》時，製片人第一次萌生了整個星球成為一個城市的概念。但這並不是一個新的概念。早在艾西莫夫的《基地系列》「銀河帝國」中，就已經展現了這一個概念。在「銀河帝國」中，整個川陀星（Trantor）都被城市所覆蓋。科羅森星於星戰宇宙中的首次出場為小說《帝國傳承》提摩西·桑 （页面存档备份，存于）（英語：Timothy Zahn （页面存档备份，存于））（在《星際大戰六部曲：絕地大反攻》的故事結束五年之後，反抗軍同盟摧毀了死星……），1997年出現於《星際大戰六部曲：絕地大反攻》的「絕地大反擊特別版」，以及X翼战机系列電子遊戲。然後出現在《星際大戰首部曲：威脅潛伏》，接著在《星際大戰二部曲：複製人全面進攻》出現了高空追逐的場面。最後又在第三部上演了科羅森之戰的情形。其中大部份的場景在銀河參議院和絕地聖殿進行。

## 外部連結
- （英文） 星球大戰數據庫/克魯斯根星 （页面存档备份，存于）

1. 1 2 3  Carey, C. R. etc. Coruscant and the Core Worlds. Renton, WA: Wizards of the Coast, 2003. P. 7.
2. ↑  See also Princeton WordNet （页面存档备份，存于）：The word itself originates in the late 15th century from the Latin coruscant- 'vibrating, glittering', from the verb coruscare. It is described in the Concise Oxford Dictionary as a poetic and literary adjective meaning 'glittering; sparkling'.